# Jagoda Mazurek
Jagoda Mazurek (ur. 6 stycznia 1996 w Rzymie) – polska zawodniczka sumo, wicemistrzyni świata (2014), mistrzyni świata juniorów (2014), mistrzyni Europy juniorów (2013, 2014), wielokrotna medalistka mistrzostw Polski, Europy i świata. Jest zawodniczką ZTS Sokół Lublin, podopieczną trenera Krzysztofa Boryca.

## Życiorys
Po pokazach w Gimnazjum nr 18 w Lublinie (2009), do którego uczęszczała, postanowiła spróbować swoich sił na dojo. Niespełna miesiąc treningów pozwolił jej na zdobycie złotego medalu w mistrzostwach kadetów województwa lubelskiego. Musiała wybierać pomiędzy siatkówką, którą w tym czasie trenowała w lubelskim klubie „Salos”, a sumo. Wybrała to drugie. W 2010 roku zdobyła mistrzostwo Polski kadetek i wicemistrzostwo Polski wśród seniorek. Została powołana do kadry narodowej. Wywalczyła II m. mistrzostw Europy kadetek (2011), III m. w mistrzostwach Europy juniorek (2011). Z roku na rok potwierdzała swoją dobrą dyspozycję, co przyczyniło się do powołania jej na Mistrzostwa Świata Sumo, które odbyły się w 2012 roku w Hongkongu. Wywalczyła brąz wśród juniorek indywidualnie i drużynowo oraz wraz z Edytą Witkowską, Sylwią Krzemień i Natalią Kołnierzak brąz w drużynie seniorek. Rok 2013 to mistrzostwo Europy juniorów, III m. w Mistrzostwach Europy U21, II m. w Mistrzostwach Europy U23. W roku 2014 na Tajwanie zdobyła złoty medal Mistrzostw Świata Sumo wśród juniorek (kat. open) oraz brązowy medal w drużynie juniorek. Jednak jej największym sukcesem było wywalczenie wicemistrzostwa świata seniorek (kat. + 80 kg). Na mistrzostwach Europy juniorów na Białorusi w 2014 r. potwierdziła swoją bardzo wysoką formę zdobywając dwa złote medale (kat. + 80 i open). W 2017 roku wystąpiła na World Games 2017 we Wrocławiu w kategorii open oraz w wadze ciężkiej, w obu odpadając po repasażach.

## Rok 2010
- II m. w Młodzieżowych Mistrzostwach Polski (10–11 kwietnia 2010)
- I m. w Mistrzostwach Polski Kadetek (23–24 kwietnia 2010)
- II m. w Mistrzostwach Polski Seniorek (8–9 maja 2010)
- I m. w Międzynarodowych Mistrzostwach Polski Kadetek (23 października 2010)

## Rok 2011
- I m. w Mistrzostwach Polski Kadetek (3 kwietnia 2011)
- I m. w Mistrzostwach Polski Juniorek (3 kwietnia 2011)
- II m. w Młodzieżowych Mistrzostwach Polski (16–17 kwietnia 2011)
- II m. w Mistrzostwach Polski Seniorek (16–17 kwietnia 2011)
- III m. w Poland Open (7–8 października 2011)
- II m. w Mistrzostwach Europy Kadetek (6–8 maja 2011)
- II m. w Mistrzostwach Europy Kadetek drużynowo (6–8 maja 2011)
- III m. w Mistrzostwach Europy Juniorek (6–8 maja 2011)
- II m. w Mistrzostwach Europy Juniorek drużynowo (6–8 maja 2011)

## Rok 2012
- I m. w Mistrzostwach Polski Kadetek (25–26 maja 2012)
- I m. w Mistrzostwach Polski Juniorek (25–26 maja 2012)
- I m. w Mistrzostwach Polski Młodzieżowców (2 czerwca 2012)
- I m. w Mistrzostwach Polski Młodzieżowców OPEN (2 czerwca 2012)
- II m. w Mistrzostwach Polski Seniorek (2 czerwca 2012)
- I m. w Mistrzostwach Europy Kadetek (14–17 czerwca 2012)
- III m. w Mistrzostwach Europy Kadetek drużynowo (14–17 czerwca 2012)
- III m. w Mistrzostwach Europy Juniorek (14–17 czerwca 2012)
- I m. w Mistrzostwach Europy Juniorek drużynowo (14–17 czerwca 2012)
- I m. w Mistrzostwach Europy Młodzieżowców open (14–17 czerwca 2012)
- III m. w Mistrzostwach Świata Juniorek (25–29 października 2012)
- III m. w Mistrzostwach Świata Juniorek drużynowo (25–29 października 2012)
- III m. w Mistrzostwach Świata Seniorek drużynowo (25–29 października 2012)

## Rok 2013
- I m. w Pucharze Polski Juniorów (16 lutego 2013)
- II m. w Pucharze Polski Seniorów (16 lutego 2013)
- II m. w Pucharze Polski Seniorów open (16 lutego 2013)
- I m. w Pucharze Polski Juniorów (15 marca 2013)
- II m. w Pucharze Polski Seniorów open (15 marca 2013)
- III m. w Pucharze Polski Seniorów (15 marca 2013)
- I m. w Mistrzostwach Polski Juniorów (5 kwietnia 2013)
- I m. w Mistrzostwach Polski Seniorów (5 kwietnia 2013)
- III m. w Mistrzostwach Europy U21 (18 kwietnia 2013)
- III m. w Mistrzostwach Europy U21 Drużyna (18 kwietnia 2013)
- II m. w Mistrzostwach Europy U23 (19 kwietnia 2013)
- II m. w Mistrzostwach Europy U23 Drużyna (19 kwietnia 2013)
- III m. w Mistrzostwach Europy Seniorzy Drużyna (20 kwietnia 2013)
- I m. w Mistrzostwach Polski Juniorów (26 kwietnia 2013)
- I m. w Mistrzostwach Europy Juniorów open (4 czerwca 2013)
- III m. w Mistrzostwach Europy Juniorów (4 czerwca 2013)
- III m. w Mistrzostwach Europy Juniorów Drużyna (4 czerwca 2013)
- I m. Poland Sumo Open (13 września 2013)
- I m. w Pucharze Polski Młodzieżowców (6 grudnia 2013)

## Rok 2014

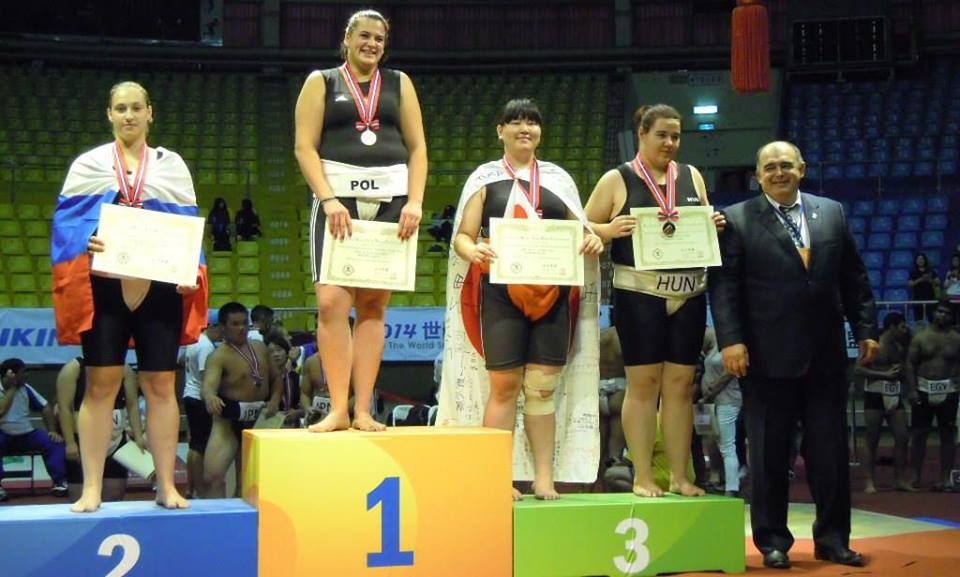
Mistrzostwo Świata Juniorów – Tajwan 2014

- I m. w Mistrzostwach Świata Juniorów (29 sierpnia 2014)
- II m. w Mistrzostwach Świata Seniorów (29 sierpnia 2014)
- III m. w Mistrzostwach Świata Juniorów Drużyna (29 sierpnia 2014)
- I m. w Mistrzostwach Europy Juniorów (18 września 2014)
- I m. w Mistrzostwach Europy Juniorów Open (18 września 2014)
- II m. w Mistrzostwach Europy U21 (25 kwietnia 2014)
- III m. w Mistrzostwach Europy U21 OPEN (25 kwietnia 2014)
- III m. w Mistrzostwach Europy U21 Drużyna (25 kwietnia 2014)
- III m. w Mistrzostwach Europy U23 OPEN (25 kwietnia 2014)
- III m. w Mistrzostwach Europy U23 (25 kwietnia 2014)
- III m. w Mistrzostwach Europy Seniorów (25 kwietnia 2014)
- III m. w Mistrzostwach Europy Seniorów Drużyna (25 kwietnia 2014)
- III m. w Mistrzostwach Europy Juniorów Drużyna (18 września 2014)
- I m. w Mistrzostwach Polski Młodzieżowców (6 kwietnia 2014)
- II m. w Mistrzostwach Polski Seniorów (6 kwietnia 2014)
- I m. w Mistrzostwach Polski Juniorów (21 czerwca 2014)
- III m. Sumo Poland Open (8 sierpnia 2014)[8]

## Życie prywatne
W 2014 roku ukończyła XIV Liceum Ogólnokształcące im. Zbigniewa Herberta w Lublinie w klasie o profilu wojskowym. Jest studentką KUL na wydziale Bezpieczeństwo Narodowe.